# Боже (Вармінсько-Мазурське воєводство)
Боже (пол. Boże, нім. Bosemb) — село в Польщі, у гміні Мронгово Мронґовського повіту Вармінсько-Мазурського воєводства.
Населення — 584 особи (2011).

## Демографія
Демографічна структура станом на 31 березня 2011 року:
|          | Загалом | Допрацездатний вік | Працездатний вік | Постпрацездатний вік |
| -------- | ------- | ------------------ | ---------------- | -------------------- |
| Чоловіки | 286     | 63                 | 209              | 14                   |
| Жінки    | 298     | 62                 | 172              | 64                   |
| Разом    | 584     | 125                | 381              | 78                   |